# Потапова, Ольга Ананьевна
О́льга Ана́ньевна Пота́пова (16 [28] февраля 1892, Орлов, Вятская губерния — 9 мая 1971, Москва) — московская художница-нонконформист середины — второй половины XX столетия.
На её долю выпала роль «хранительницы очага» в образовавшемся вокруг её семьи Лианозовском товариществе поэтов и художников-новаторов. Здесь постепенно сложился своеобразный кружок эстетического сопротивления, в котором созидался особый мир, неподвластный обезличивающему катку советского официоза.
Более полувека Ольга Ананьевна была верным другом и единомышленником своего мужа, художника и поэта Евгения Кропивницкого. В трудных условиях военной и послевоенной разрухи ей удалось не только поддержать творческие интересы мужа, но и воспитать сына и дочь самобытными художниками, унаследовавшими от родителей гуманистическую культуру и независимость духа.

## Биография
Ольга Потапова родилась в городе Орлове Вятской губернии 28 февраля 1892 года. В Москве она впервые оказалась в 1917-м, тогда же поступила в Университет Шанявского. Здесь в 1920 году Ольга познакомилась со своим будущим мужем, поэтом и художником Евгением Кропивницким. Эта встреча, помимо прочего, ознаменовала для неё переход от редких, любительских занятий живописью к более профессиональным.
Первые годы совместной жизни проходят в дальних разъездах: в 1920—1923 годах Кропивницкий получает назначение руководить художественными мастерскими в городах Севера, Урала и Сибири: Вологда, Глазов, Тюмень; первенец молодых супругов, Лев, родился в 1922 году в далёкой Тюмени.
Вернувшись в Москву, семья поселяется в бараке у железнодорожной станции Лианозово (в то время — Московская область). Ольга Потапова растит детей (дочь Валентина родилась в 1924 году) и находит время совершенствоваться в живописи; посещает мастерские Ильи Машкова и Василия Рождественского. В 1930-е годы преподаёт в школах и участвует в выставках художников-педагогов. В 1936—1938 годах заканчивает отделение переподготовки кадров в области ИЗО (Педагогическое училище МосГорОНО).
С 1941 по 1957 год зарабатывает на жизнь художественно-оформительской работой (исполнением объявлений, плакатов, транспарантов); всё свободное время посвящая живописи.
Умерла Ольга Потапова 9 мая 1971 года в Москве. Похоронена на Старо-Марковском кладбище.

## Творчество
По-настоящему сосредоточиться на собственном творчестве Ольге Потаповой удалось лишь в позднюю пору жизни, после выхода на пенсию, в годы хрущёвской оттепели. Тогда (в 1956) из ГУЛАГа вернулся сын, после 10 лет заключения и ссылки по сфабрикованному делу, а в семье дочери (замужем за Оскаром Рабиным) появился достаток.
В 1950-е годы Ольга Потапова обращается к стилистике абстрактной живописи.
Кардиохирург, коллекционер и знаток русского живописного нонконформизма Михаил Алшибая называет Ольгу Потапову тонким и точным художником, а её небольшие, «тихие» картины «жемчужинами русского искусства 60-х годов».

## Выставки
- 1959 : Выставка работ женщин-художниц к 8 марта, Москва.
- 1966 : Научно-исследовательский институт гигиены труда и профзаболеваний АМН СССР, Москва.
- 1967 : Клуб «Дружба». Выставка произведений двенадцати художников[9], Москва.
- 1967 : Выставка живописи и графики из собрания А. Глезера, Тбилиси, Грузия[10].
- 1974 : Лесопарк «Измайлово». 2-й осенний просмотр картин «на открытом воздухе», Москва.
- 1975 : Предварительные квартирные просмотры к Всесоюзной выставке, Москва.
- 1975 : ВДНХ, Москва, «Дом культуры». Выставка произведений московских художников.
- 1977 : Galerie Jaquester «Oscar Rabine ei la tribu des Kropivnitski»/«Оскар Рабин и род Кропивницких», Париж, Франция.
- 1979—1980 : «Premiere Biennale des peintres russes», Vesinet Centre des arts et loisses. Монжерон, Франция.
- 1987 : Любительское объединение «Эрмитаж». «Ретроспектива творчества московских художников. 1957—1987». Выставочный зал «Беляево», Профсоюзная ул., 100, Москва[6].
- 2002 : «Манеж. 40 лет нонконформистского искусства», МГВЗ «Новый Манеж», Москва.
- 2005 : «Кропивницкие — Потапова — Рабины. Москва, Тюмень, Париж». Сентябрь 2005, Тюменский областной музей изобразительных искусств.[11]

## Семья
- Кропивницкий, Евгений Леонидович — муж, художник, музыкант, поэт
- Кропивницкий, Лев Евгеньевич — сын, художник, поэт, искусствовед.
- Кропивницкая, Валентина Евгеньевна — дочь, художник.
- Рабин, Оскар Яковлевич — зять, художник.
- Рабин, Александр Оскарович — внук, художник.